# Beautiful (Part.3)
«Beautiful (Part.3)», также «B-Side» — сингл K-pop группы Wanna One, выпущенный 27 января 2022. Песня является последней частью серии «Beautiful».

## Премьера песни
11 декабря 2021 Wanna On в составе 10 человек (за исключением Гуаньлина) провели воссоединение на церемонии Mnet Asian Music Awards 2021 и впервые исполнили песню. 27 января 2022 года было представлено музыкальное видео к песне, состоящее из кадров исполнения на церемонии MAMA 2021.

## Трек-лист
| №  | Название             | Текст песни | Музыка        | Arrangement         | Длительность |
| -- | -------------------- | ----------- | ------------- | ------------------- | ------------ |
| 1. | «Beautiful (Part.3)» | SEION       | EastWest 1by1 | SEION EastWest 1by1 | 3:55         |

## B-Side
Значения «Beside» в том, что Wanna On i Wannable всегда будут рядом.